# Іслам у Північній Македонії
Іслам — одна з традиційних релігій республіки Македонії, присутня на її території з XV століття. Мусульмани Македонії в основному сповідують іслам суннітського толку. За даними перепису населення 2002 року у республіці проживає близько 674 тис. мусульман, або 33,3% населення країни. В основному іслам сповідують албанці, але також турки, роми, слов'яни (торбеші, горанці, босняки).

## Історія
Іслам на території сучасної Македонії став широко поширюватися разом з розширенням Османської імперії в XIV—XV століттях. Після приєднання середньовічної Сербії до Османської імперії іслам сповідало до половини населення. Багато слов'ян, циган і албанців прийняли іслам (відбувалася ісламізація), також зі сходу сюди переселялися турки та інші мусульманські народи.
В ході звільнення південних слов'ян від влади Османської імперії в XIX століття багато мусульмани-мухаджири залишили Македонію, але природний приріст албанського населення компенсувало від'ємне сальдо міграції мусульман.

### Динаміка чисельності мусульман
Між 1904 і 1961 частка мусульман у республіці падала, але потім почала зростати, досягнувши 33,33% у 2002. До 2030 частка мусульман повинна досягти піку в 40,3% населення, а потім поступово скоротитися і стабілізуватися на рівні близько 33% до кінця XXI сторіччя. Останнє пояснюється складною динамікою фертильності мусульманських, в першу чергу албано-мусульманських жінок.
| Рік  | Мусульмани, число | Мусульмани, частка |
| ---- | ----------------- | ------------------ |
| 1904 | 634 000           | 36,76%             |
| 1912 | 384 000           | 33, 47%            |
| 1921 | 269 000           | 31,43%             |
| 1948 | 314 603           | 27,29%             |
| 1953 | 388 515           | 29,78%             |
| 1961 | 338 200           | 24,05%             |
| 1971 | 414 176           | 25,14%             |
| 1981 | 546 437           | 28,62%             |
| 1991 | 611 326           | 30,06%             |
| 1994 | 581 203           | 30,04%             |
| 2002 | 674 015           | 33,33%             |

## Етно-мовний склад македонських мусульман
| Місце | Національність | Чисельність    |
| ----- | -------------- | -------------- |
| 1     | албанці        | 509,083        |
| 2     | Турки          | 77,959         |
| 3     | Роми           | 53,879         |
| 4     | Македонці      | 40,000-100,000 |
| 5     | Босняки        | 17,018         |